# Francesco Paolo Carrano
Francesco Paolo Carrano (Benevento, 2 aprile 1841 – 18 marzo 1915) è stato un arcivescovo cattolico italiano.

## Biografia
Nato a Benevento nel 1841 da nobile famiglia, il 24 settembre 1864 fu ordinato sacerdote. Il 4 giugno 1891 venne nominato vescovo di Isernia e Venafro da papa Leone XIII, venendo consacrato il 7 giugno nella chiesa di Sant'Alfonso all'Esquilino da Raffaele Monaco La Valletta, cardinale presbitero di Santa Croce in Gerusalemme, insieme a Tancredo Fausti e Antonio Maria Grasselli come co-consacranti.
Il 16 gennaio 1893 venne nominato arcivescovo dell'Aquila e il 1º settembre 1906 arcivescovo di Trani e Barletta, con uniti i titoli di Bisceglie e Nazareth. Mantenne quest'ultimo incarico fino alla morte, avvenuta nel 1915.

## Genealogia episcopale
La genealogia episcopale è:
- Cardinale Scipione Rebiba
- Cardinale Giulio Antonio Santori
- Cardinale Girolamo Bernerio, O.P.
- Arcivescovo Galeazzo Sanvitale
- Cardinale Ludovico Ludovisi
- Cardinale Luigi Caetani
- Cardinale Ulderico Carpegna
- Cardinale Paluzzo Paluzzi Altieri degli Albertoni
- Papa Benedetto XIII
- Papa Benedetto XIV
- Cardinale Enrico Enriquez
- Arcivescovo Manuel Quintano Bonifaz
- Cardinale Buenaventura Córdoba Espinosa de la Cerda
- Cardinale Giuseppe Maria Doria Pamphilj
- Papa Pio VIII
- Papa Pio IX
- Cardinale Raffaele Monaco La Valletta
- Arcivescovo Francesco Paolo Carrano